# Farida Waller
Farida Weller (ฟาริด้า วัลเลอร์) o Natpimol Natthayalak (ณัฐพิมล นาฏยลักษณ์), soprannominata Rida (ริด้า) (Provincia di Krabi, 24 ottobre 1993) è una modella tailandese, incoronata Miss Thailandia 2012.
Farida Wallar, per metà thai e per metà austriaca, è nata e cresciuta a Krabi, Thailandia. Si è diplomata presso la Ammartpanichnukul School a Krabi ed ah studiato arte presso la FChulalongkorn University.
Il 2 giugno 2012 è stata incoronata Miss Universo Thailandia 2012 dalla detentrice del titolo uscente, Chanyasorn Sakornchan, presso il Siam Pavalai Royal Grand Theatre di Bangkok. Rappresenterà la Thailandia in occasione della sessantunesima edizione del concorso Miss Universo, che si terrà a dicembre 2012.